# Eutima gentiana
Eutima gentiana is een hydroïdpoliep uit de familie Eirenidae. De poliep komt uit het geslacht Eutima. Eutima gentiana werd in 1879 voor het eerst wetenschappelijk beschreven door Haeckel. 